# Ioánina
Ioánina, también conocida como Yánena, Yánina o Jánina (en griego Ιωάννινα, Γιάννενα o Γιάννινα), es una localidad y un municipio de Grecia, capital de la unidad periférica de Ioánina y de la periferia de Epiro. La población de la ciudad era de 112 486 habitantes en 2011.

## Geografía física
La ciudad de Ioánina se encuentra a una altitud de 480 m sobre el nivel del mar y está construida en la costa occidental del lago Pamvótida o de Ioánina. Constituye el centro comercial, administrativo y cultural más importante de la periferia de Epiro y del noroeste de Grecia. Está situada a 466 km de Atenas a través del Peloponeso y el Puente de Río-Antirio y a 533 km a través de Tríkala y Métsovo. Del puerto de Igumenitsa, en el mar Jónico, la separan 104 km y de la frontera albanesa, 65 km.

## Historia

### Origen de la ciudad
No se conoce la fecha exacta de la fundación de Ioánina ni el origen de su topónimo. Una teoría ampliamente aceptada dice que fue fundada a principios del siglo VI por iniciativa del emperador bizantino Justiniano I, que habría trasladado hasta las orillas del lago Pamvótida a los habitantes de la antigua ciudad de Eurea. Su nombre derivaría, pues, del que su fundación corriera a cargo de alguien llamado Ioánnis (Ιωάννης, «Juan») o de la existencia en sus cercanías de un monasterio dedicado a san Juan Bautista. Se basa esta hipótesis en un testimonio del historiador Procopio de Cesarea, pero lo cierto es que la primera mención de la ciudad con el nombre de Ioánina es muy posterior: en las actas de un concilio celebrado en Constantinopla en el año 879 se hace referencia a un tal «Zacarías, obispo de Ioánina». Se menciona a Ioánina de nuevo en el año 1020, en un documento del emperador Basilio II Bulgaróctono. Al parecer, durante esta época la extensión de la ciudad se limitaba al interior de la fortaleza.

### Conquista normanda y despotado del Epiro
Los normandos, al mando de Bohemundo, férreo enemigo del Imperio bizantino, tomaron la ciudad en 1082. En el año 1185 hay posibles indicios de una destrucción de la ciudad por el ejército normando, al mando de Guillermo II de Sicilia. En 1204 fue Miguel I Comneno Ducas el que tomó la ciudad y quien, tras la disolución del Imperio bizantino por efecto de la Cuarta Cruzada, fundó el despotado de Epiro, estableciendo la capital en Arta. El despotado se extendía desde Durrës hasta Lepanto y constituía un bastión del feudalismo bizantino contra las sucesivas incursiones de los latinos, los venecianos, los albaneses y los serbios. Durante este periodo, Ioánina conoció un gran crecimiento y prosperidad. De acuerdo con las fuentes históricas, se concentraron en ella políticos y literatos que habían huido de Constantinopla tras la ocupación de los cruzados.

### Reconquista bizantina, ocupación serbia y periodo turco

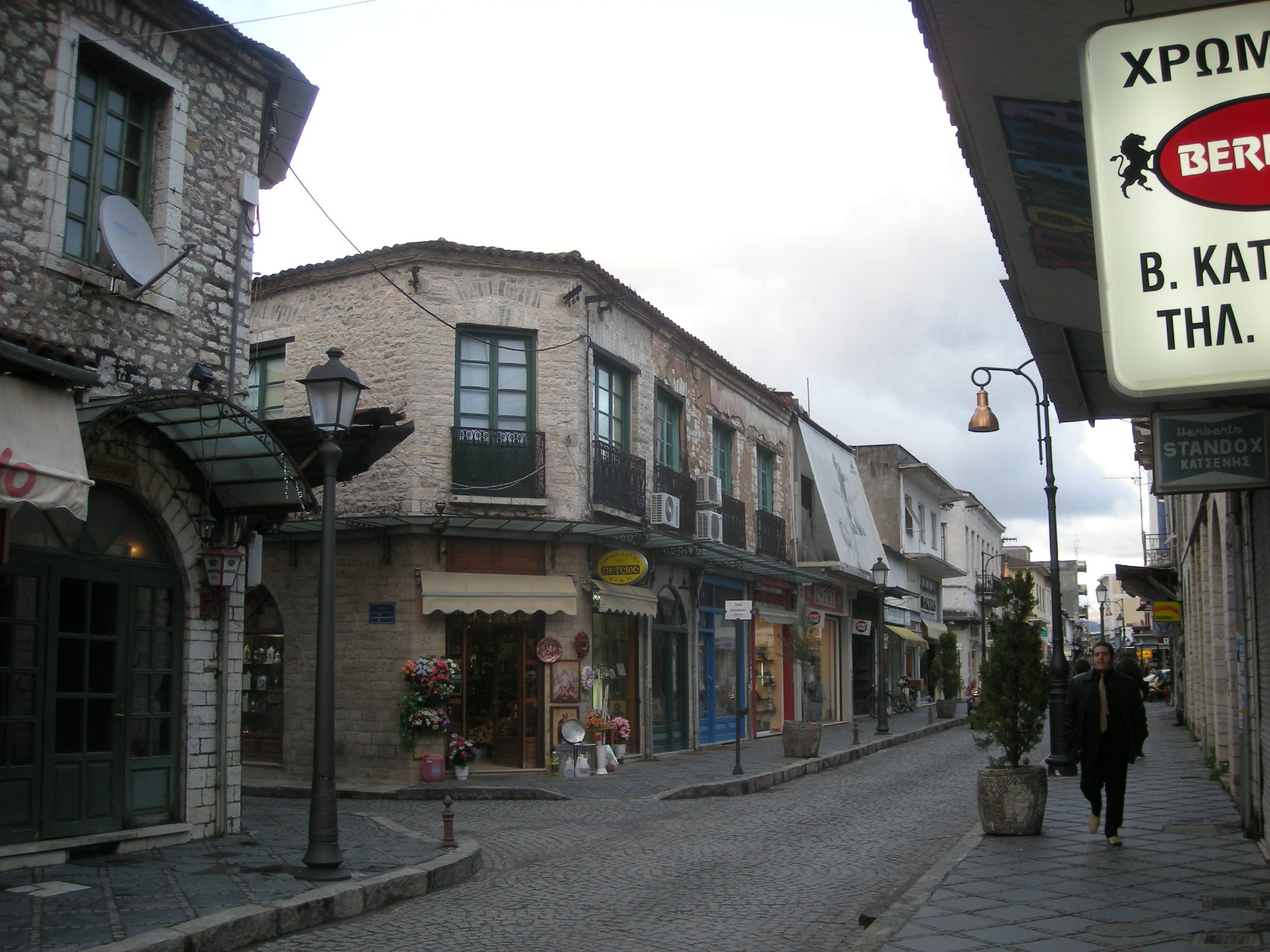
Calle del centro de Ioánina, que todavía conserva cierto aire turco.

En el 1318 el control de la ciudad volvió a manos de los bizantinos. Terminaron así el Despotado y la dinastía Comneno. Pero poco después, en 1339, la soberanía bizantina quedó interrumpida por la ocupación serbia. En 1431, tras la muerte de Carlos I Tocco, conde de Cefalonia y Zante y entonces soberano de la ciudad, ésta se sometió a los turcos, bajo el mando de Sinán Pachá. Al parecer, fueron los propios habitantes los que se la entregaron, obteniendo a cambio notables privilegios. Comenzó así el periodo de dominación turca, que se prolongó 482 años, hasta 1913.
En 1611 hubo un intento de levantamiento contra el poder otomano, encabezado por Dionisio el Filósofo, apodado "Skylosofos" (Σκυλοσόφος, del griego σκυλί, skylí «perro» y σοφός, sofós, «sabio»), pero fracasó y como consecuencia de ello la clase pudiente de Ioánina perdió sus privilegios y los habitantes cristianos fueron expulsados del castillo, en el que se establecieron los turcos. Fue entonces cuando la ciudad comenzó a desarrollarse fuera de la fortaleza. Con ello, se intensificaron las actividades comerciales y artesanales, así como los contactos con importantes centros comerciales europeos, como Venecia, Livorno y Viena. Además, el progreso favoreció el desarrollo cultural. Los grandes comerciantes, influidos por las ideas de la Ilustración europea y continuando una tradición cultural que se remontaba a época bizantina, financiaron la creación de nuevas escuelas, que hicieron de Ioánina «la ciudad de las letras», uno de los más importantes centros culturales del neohelenismo y de la Grecia anterior a la independencia.

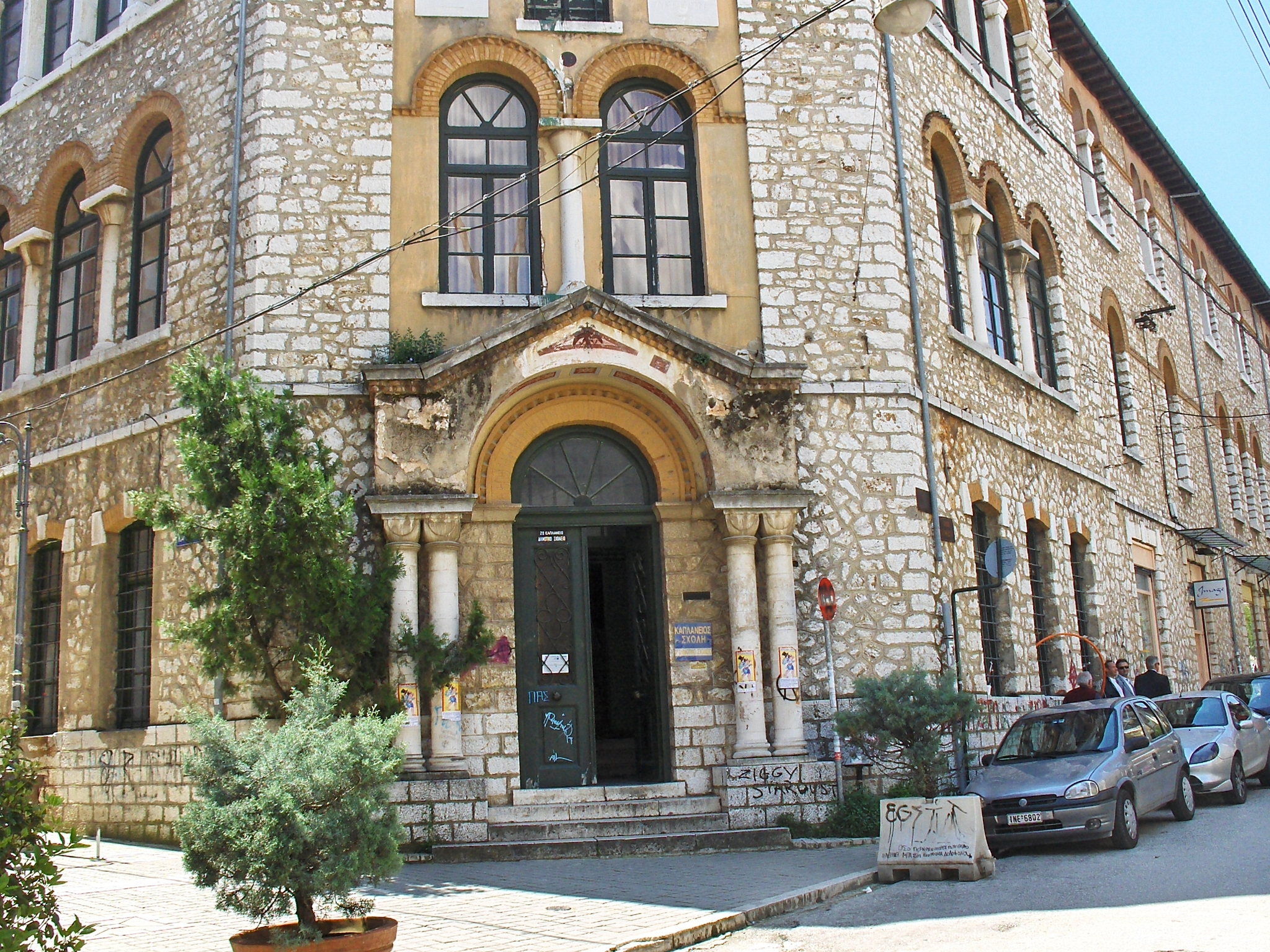
Escuela Kapláneios, refundada en 1805.

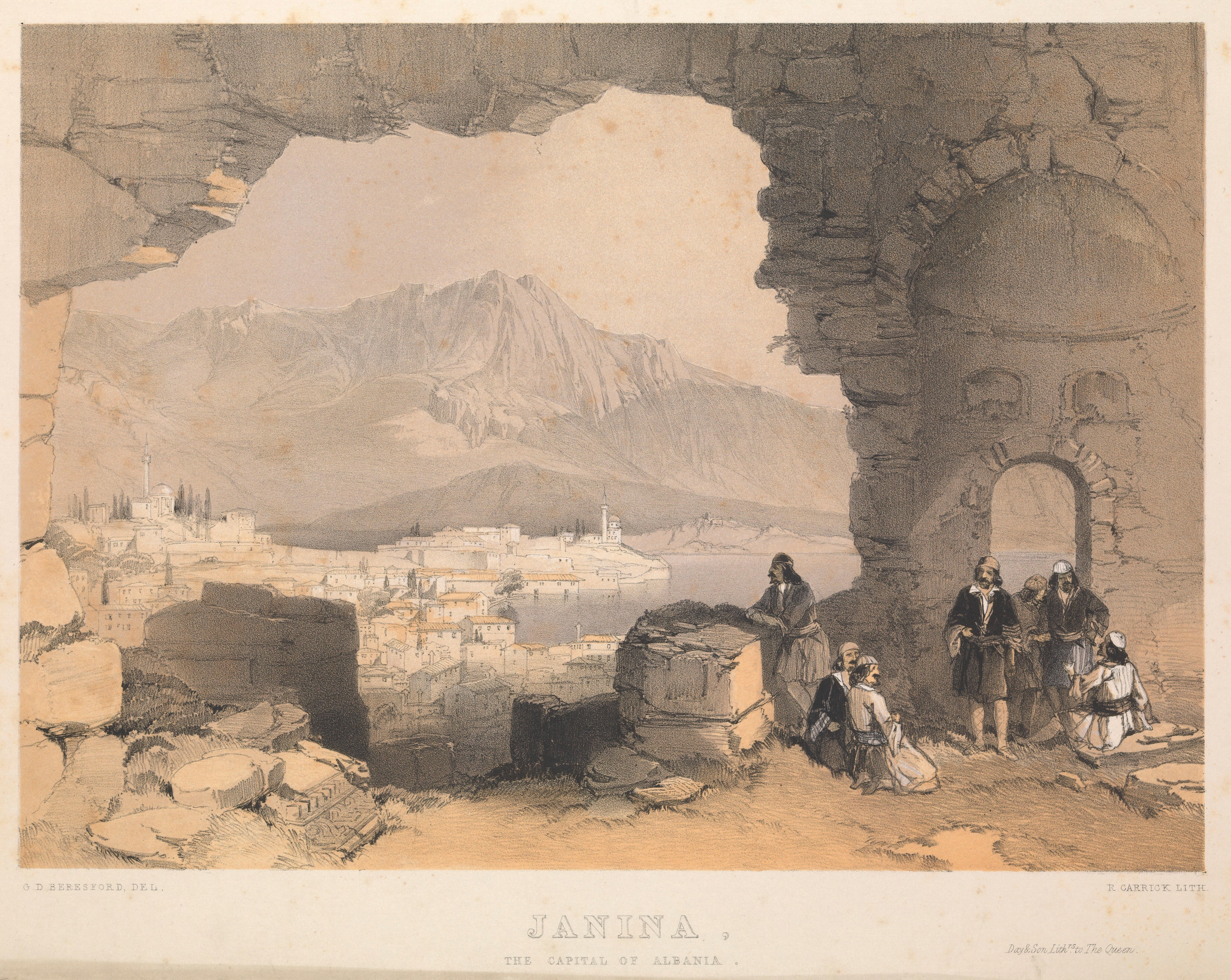
Vista de la ciudad en una litografía de mediados del

El periodo de mayor esplendor coincide con el gobierno de Alí Pachá, entre 1788 y 1822. Este controvertido personaje, famoso por su crueldad, consiguió levantar un reino cuyos dominios se extendían por todo el noroeste de Grecia, pero también por Tesalia y el Peloponeso. Estableció contactos diplomáticos con los líderes más importantes de la Europa del momento y su corte se convirtió en un polo de atracción para viajeros (entre ellos el poeta Lord Byron). Creó también una escuela militar con profesores franceses, por la que pasaron algunos de los que luego serían protagonistas de la guerra de Independencia de Grecia (Georgios Karaiskakis, Odysseas Androutsos, Markos Botsaris, etc.). La ciudad debía de contar entonces con más de 40.000 habitantes, incluyendo a las comunidades turca y hebrea. Alí Pachá reforzó también las murallas de la ciudad. Alí Pachá rompió, pues, con el Imperio otomano en marzo de 1820 y creó su propio reino, lo que le llevó a enfrentarse con el sultán, cuyas tropas pusieron fin a su vida el 5 de febrero de 1822 en el monasterio de Pandeléimon, en la isla del lago Pamvótida. Mientras el sur de Grecia se independizaba tras la guerra de Independencia de Grecia, Ioánina entró en un periodo de decadencia. En 1869 una parte de la ciudad quedó destruida por un incendio, aunque se reconstruyó con prontitud.

### Incorporación a Grecia

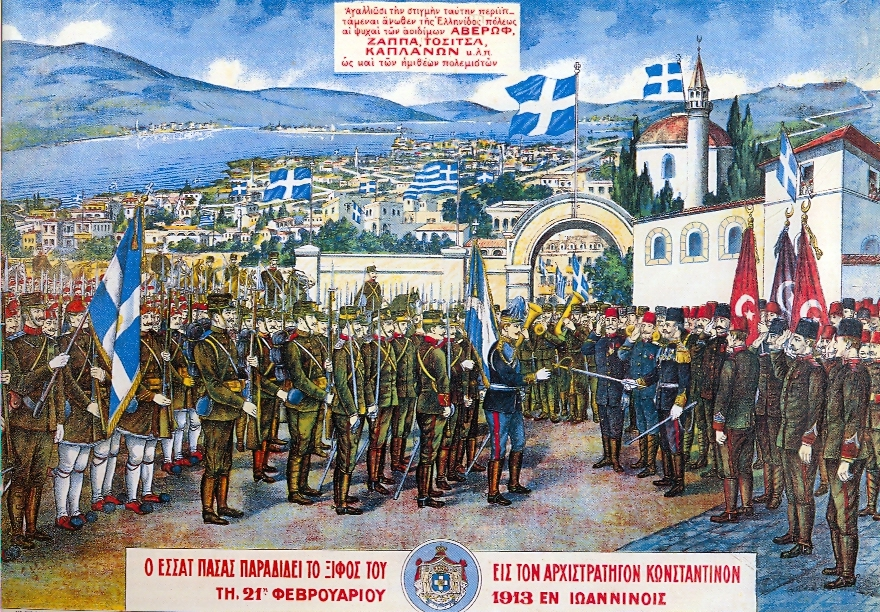
Litografía que representa la entrega de Ioánina a Grecia en 1913.

La adhesión al Estado griego se produjo el 21 de febrero de 1913, en el marco de la primera guerra de los Balcanes. Tras la guerra greco-turca (1919-1922) y a raíz de los intercambios de población que se sucedieron, el elemento turco desapareció totalmente de la ciudad y llegaron algunos refugiados de Asia Menor. En 1944, durante el periodo de ocupación nazi, los alemanes deportaron a la comunidad judía de la ciudad, y la mayoría de sus miembros fueron asesinados en los campos de exterminio.

## Demografía
Según el censo del año 2001, la población del municipio de Ioánina era de 70 203 habitantes. En el año 2010, con la introducción del plan Calícrates y la reorganización del mapa administrativo de Grecia, al municipio de Ioánina se unieron los colindantes de Pérama, Anatolí, Pamvótida y Bizani, así como la comunidad de la isla del lago Pamvótida. De este modo, el nuevo municipio de Ioánina tiene una extensión de 401,98 km² y una población de 97 657 habitantes.

## Economía
Ioánina es una típica ciudad de servicios, con especial desarrollo de los sectores de sanidad, educación, comercio y administración pública. Es importante también la ganadería, con una pujante industria láctea y de producción de carne, especialmente pollos. La unidad periférica de Ioánina se encuentra entre los primeros productores de queso y de carne en Grecia. En los últimos años ha avanzado mucho la producción de mármol para decoración, sin olvidar la platería tradicional, que floreció e hizo famosa a la ciudad en los siglos XVIII y XIX. Desde las últimas décadas del siglo XX ha aumentado considerablemente el turismo.

## Educación

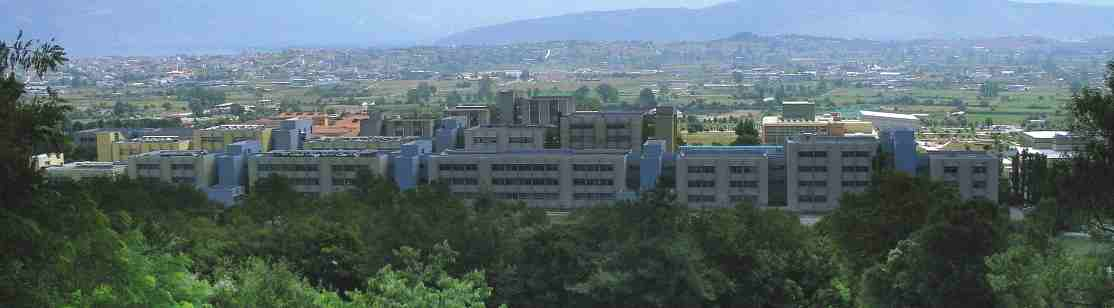
Vista del campus de la Universidad de Ioánina.

La Universidad de Ioánina es una de las más importantes de Grecia, con diecisiete departamentos y más de diez mil estudiantes. Hay también en Ioánina algunos departamentos del Instituto de Educación Tecnológica de Epiro, que tiene la sede en Arta y otros en Agrinio pero la mayoría se encuentran en Ioannina.

## Patrimonio

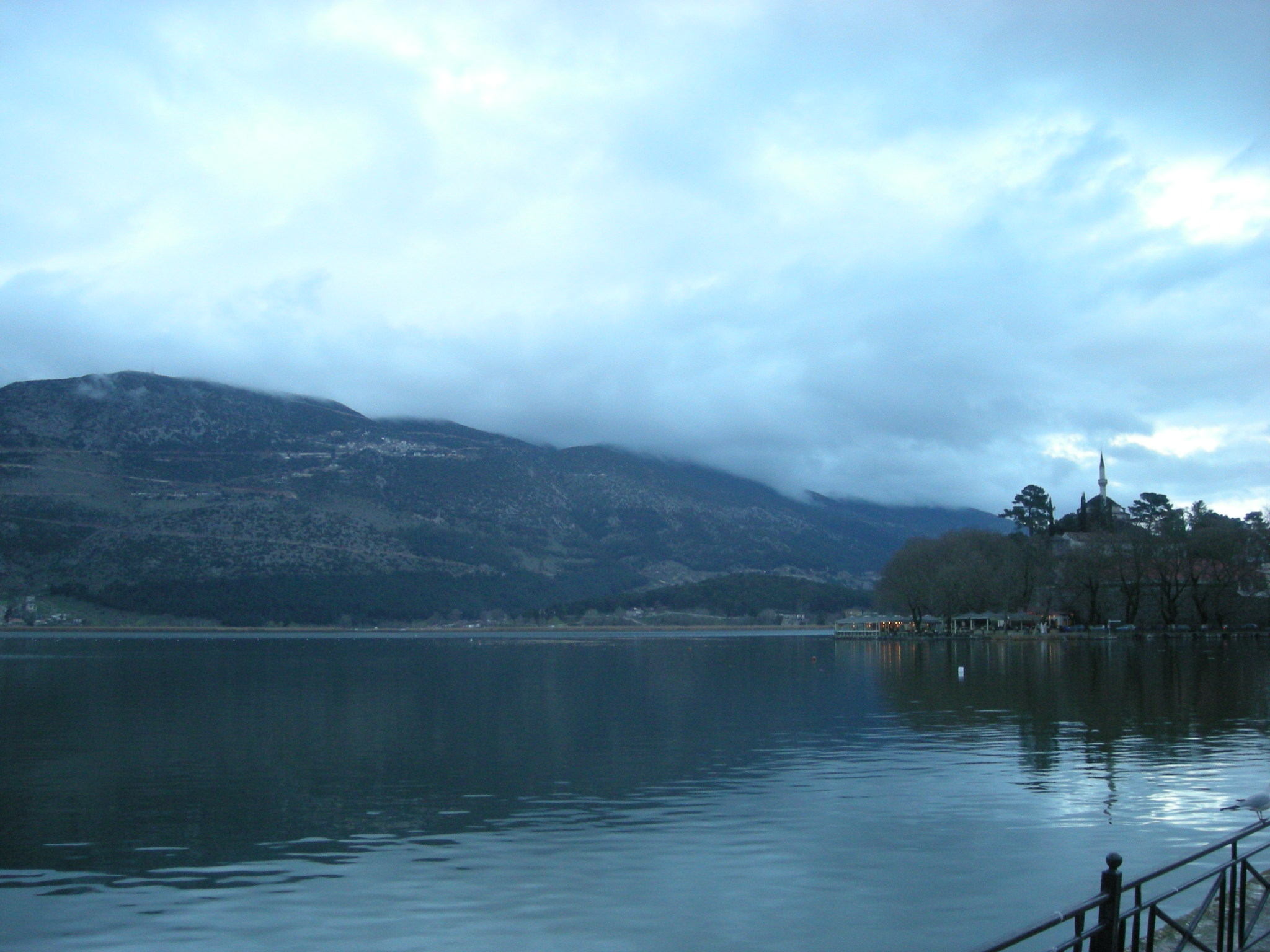
Lago Pamvótida, isla y mezquita Aslan Aga.

- Ciudadela: Está situada en una pequeña península que se adentra en el lago Pamvótida y constituyó el núcleo originario de la ciudad. Está rodeado por las murallas bizantinas del siglo XI, reformadas en varias ocasiones, la última bajo las órdenes de Alí Pachá. Las calles del interior son tortuosas y de aire típicamente turco. En la zona norte se sitúa la mezquita de Aslan Aga, la biblioteca turca y la antigua sinagoga.[3] Al sur se sitúa el reducto fortificado, en cuyo centro se conservan los restos del mausoleo de Alí Pachá, la mezquita Fetihié, con su característico minarete y el antiguo palacio real.[3]
- Mezquita de Aslan Aga: Se construyó en 1618 sobre las ruinas de un monasterio ortodoxo. Al exterior destacan su minarete y las vistas sobre el lago Pamvótida. En el interior, que conserva la disposición original, con cúpula y un mihrab y mimbar ricamente decorados, se ha instalado el Museo de historia y folclore de Ioánina.[3]
- Catedral de San Atanasio: Construida en el siglo XIX, conserva un interesante iconostasio.[3]
- Isla del lago: En la isla del lago Pamvótida existe un pequeño poblado en cuyas cercanías se edificaron cinco monasterios ortodoxos de gran interés.[3]

## Cultura

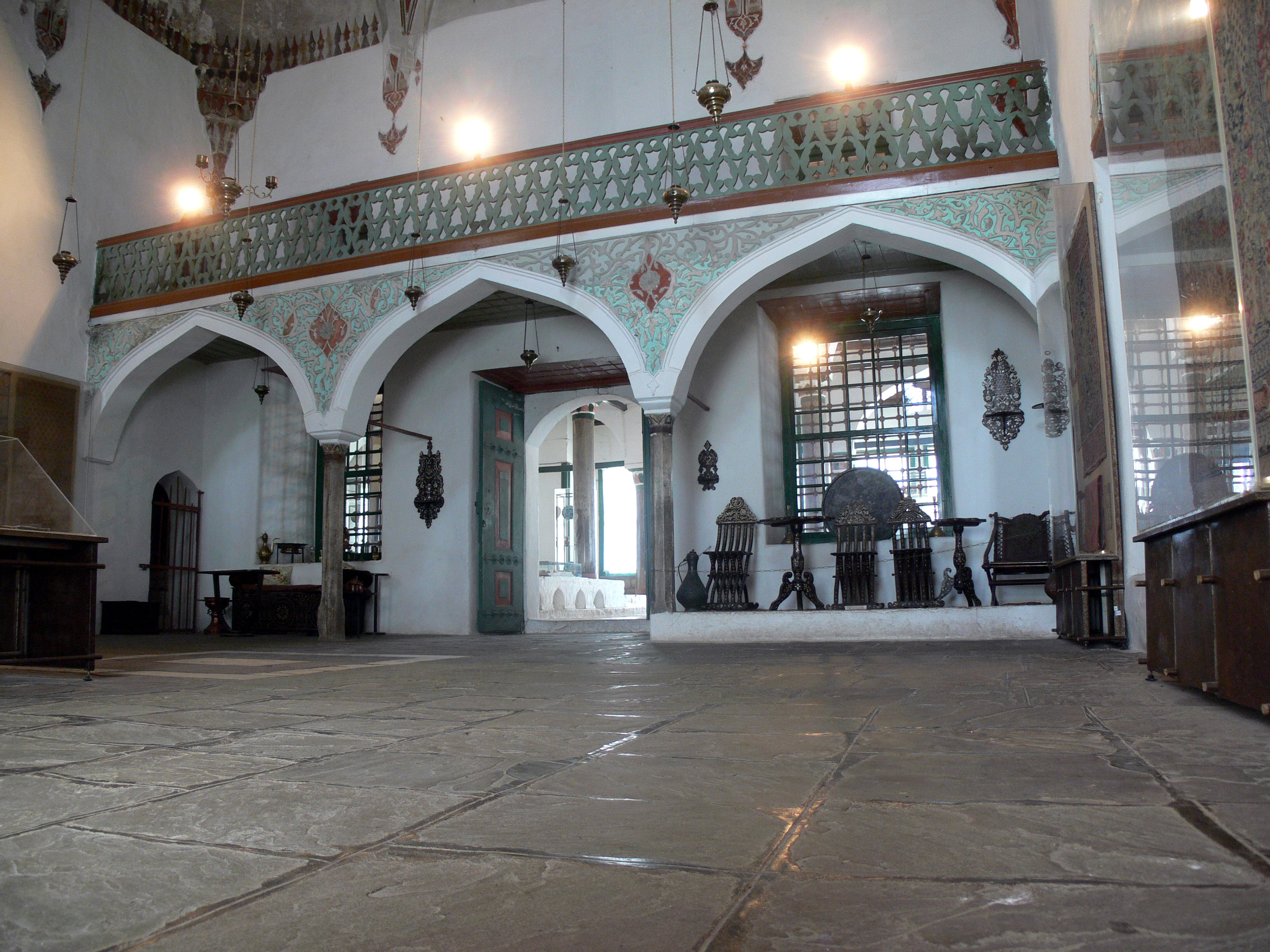
Interior de la mezquita de Aslan Aga, Museo de historia y folclore.

### Museos
- Museo Arqueológico de Ioánina (Αρχαιολογικό μουσείο): Se ubica en un edificio de nueva construcción, en unos céntricos jardines.[3] La primera sala está dedicada a la prehistoria de la región desde el paleolítico hasta la Edad del Bronce. En la segunda sala se exponen los hallazgos del oráculo de Dodona: estatuillas de bronce, que representan niños, tablillas de bronce con inscripciones de peticiones al oráculo, etc. En el corredor se exponen lápidas, estatuas y fragmentos arquitectónicos de época clásica, helenística y romana, así como sarcófagos con escenas dionisíacas y de la Ilíada.[3]
- Museo de historia y folclore: Se ubica en la mezquita de Aslan Aga, dentro de la ciudadela. En el vestíbulo porticado se documenta el acontecimiento de la liberación de la ciudad en 1913. En la sala de oración se expone una colección de vestidos, armas, cerámica, objetos de plata del Epiro e iconos postbizantinos.[3]
- También se encuentran en Ioánina un museo bizantino y una galería de arte municipal.